# Juan de la Virgen del Castellar
Juan Francisco Joya y Corralero, o según su nombre religioso Juan de la Virgen del Castellar (Villarrubia de Santiago, Toledo, 16 de mayo de 1898 - Cuenca, 24 de septiembre de 1936), fue un fraile trinitario martirizado en la guerra civil española y beatificado junto a otros 497 mártires de España el 28 de octubre de 2007 en Roma por el papa Benedicto XVI.

## Biografía
Con 16 años de edad se trasladó a Madrid buscando trabajo. Allí conoció los trinitarios de la casa de Echegaray e ingresó a formar parte de su Orden. Vistió el hábito trinitario para hermano cooperador en la casa de Algorta, el 16 de diciembre de 1918, donde más tarde haría su profesión simple, el 8 de febrero de 1920, tomando el nombre de Juan de la Virgen del Castellar.
El nuevo religioso fue trasladado a Santiago de Chile, donde hizo su profesión solemne el 26 de julio de 1923. Luego pasó a formar parte de la comunidad de Buenos Aires hasta 1930, año en el que fue trasladado al convento de San Carlo alle Quattro Fontane, en Roma. Finalmente fue conventual en Belmonte entre 1932 y 1936.
Tenía un talento especial y una gran creatividad para la catequesis de los niños, entre los que era conocido por su carácter alegre. En Buenos Aires y Belmonte fue el fundador de la Pía Asociación de la Santísima Trinidad y de la Asociación del Niño Jesús respectivamente.
Juan de la Virgen del Castellar compuso y editó una novena a la patrona de quien había tomado su nombre religioso, que durante muchos años fue practicada por la gente de Villarrubia de Santiago.

## Apresamiento, martirio y culto
Fue apresado en el convento de Belmonte junto a tres de sus hermanos trinitarios, Luis de San Miguel de los Santos, Melchor del Espíritu Santo y Santiago de Jesús, luego fue llevado a la cárcel de Cuenca. Finalmente fue fusilado con los otros, en la madrugada del 24 de septiembre, junto a la tapia del cementerio de Cuenca. Juan contaba con solo 38 años de edad y parece que era consciente de la certeza del martirio, pues cuando examinaron sus restos, en 1939, le encontraron en un bolsillo del pantalón un papel en el que había escrito: «Soy Juan Joya Corralero, de Villarrubia de Santiago (Toledo)», con lo cual se le pudo identificar.
Sus restos se veneran en la parroquia de San Juan de Mata, de los trinitarios de Alcorcón (Madrid), junto al de sus tres compañeros mártires trinitarios.